# Stroczek leśny

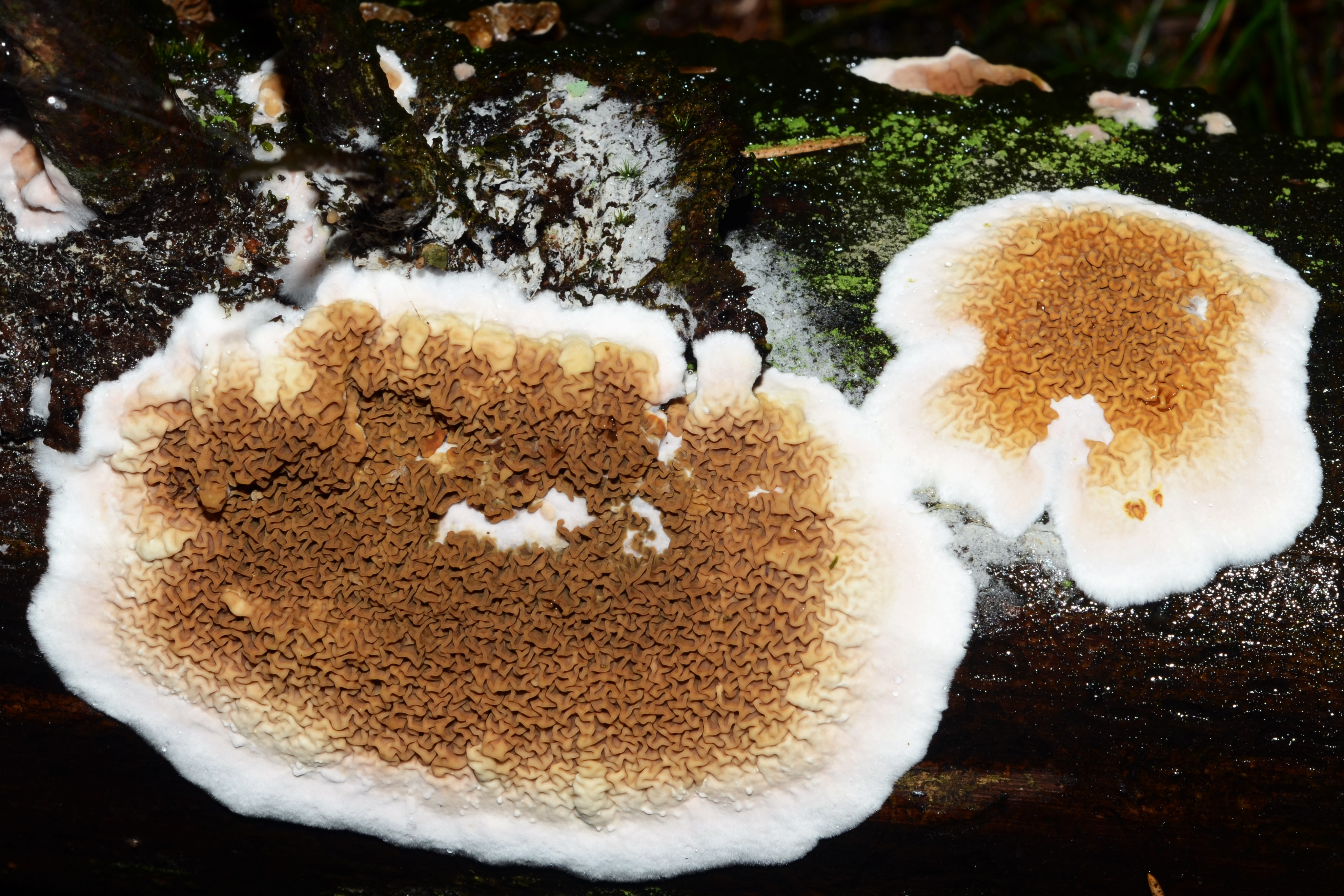

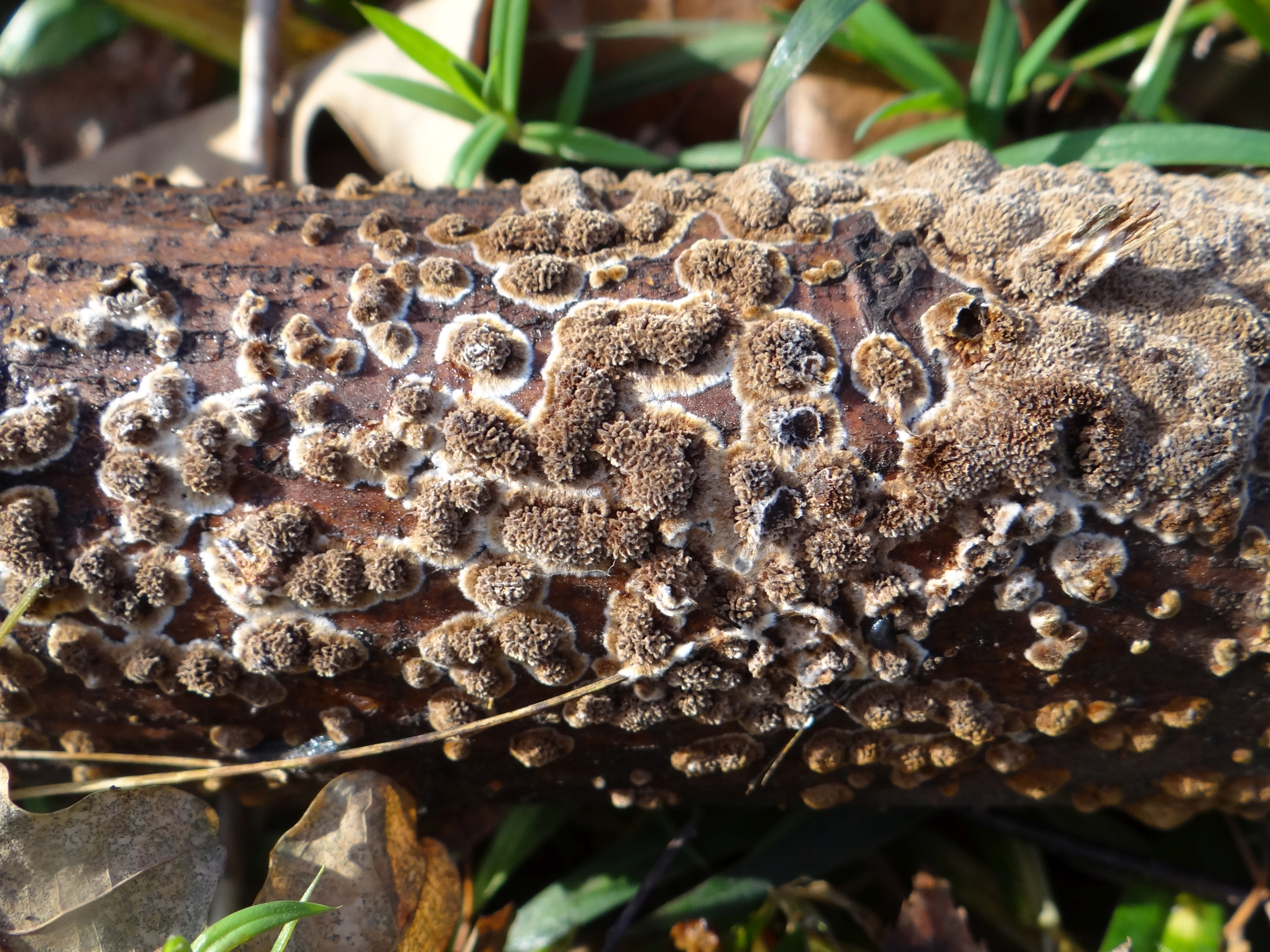

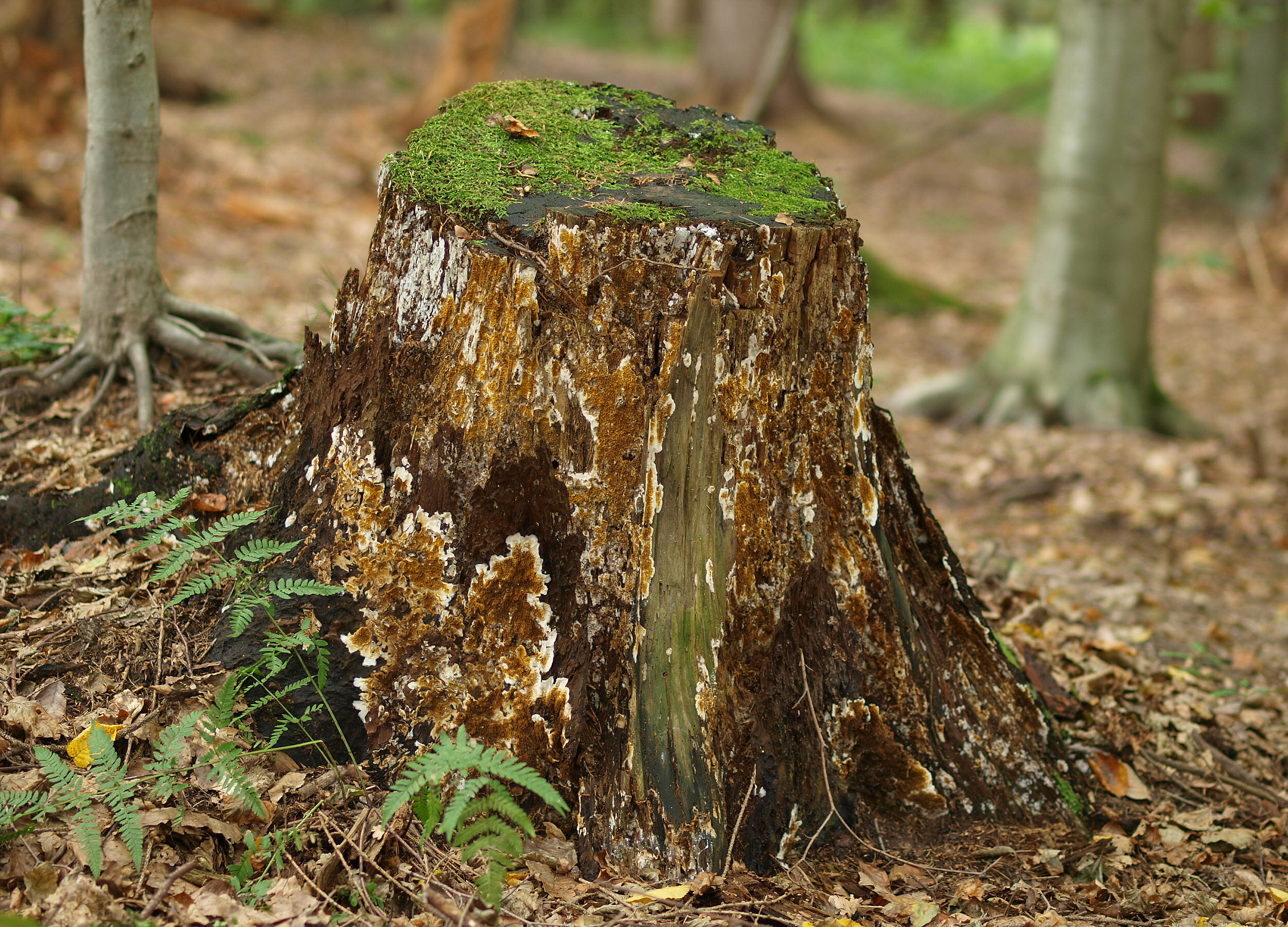

Stroczek leśny (Serpula himantioides (Fr.) P. Karst.) – gatunek grzybów z rodziny stroczkowatych (Serpulaceae). 

## Systematyka i nazewnictwo
Pozycja w klasyfikacji według Index Fungorum: Serpula, Serpulaceae, Boletales, Agaricomycetidae, Agaricomycetes, Agaricomycotina, Basidiomycota, Fungi.
Po raz pierwszy takson ten zdiagnozował w 1818 r. Elias Fries nadając mu nazwę Merulius himantioides. Obecną, uznaną przez Index Fungorum nazwę nadał mu w 1884 r. Petter Karsten, przenosząc go do rodzaju Serpula. 
Synonimy:

- Boletus arboreus Sowerby 1802
- Coniophora dimitiella S.S. Rattan 1977
- Gyrophana himantioides (Fr.) Bourdot & Galzin 1923
- Merulius americanus Burt 1917
- Merulius gelatinosus Lloyd 1922
- Merulius himantioides Fr. 1818
- Merulius papyraceus Fr. 1828
- Merulius silvester Falck 1912
- Merulius squalidus Fr. 1828
- Serpula americana (Burt) W.B. Cooke 1943
- Serpula lacrymans var. himantioides (Fr.) W.B. Cooke 1957
- Serpula papyracea (Fr.) P. Karst. 1884
- Serpula squalida (Fr.) P. Karst. 1884
- Sesia himantioides (Fr.) Kuntze 1891
- Sesia papyracea (Fr.) Kuntze 1891
- Sesia squalida (Fr.) Kuntze 1891
- Xylomyzon versicolor Pers. 1825

Nazwę polską zaproponował Władysław Wojewoda w 2003 r. Wcześniej, w 1896 Franciszek Błoński opisywał ten gatunek pod nazwą stroczek fiołkowy. 

## Morfologia
Owocnik
Jednoroczny, rozpostarty lub rozpostarto-odgięty. Silnie przyrasta do podłoża, pokrywając duże powierzchnie. Pojedynczy owocnik początkowo ma kolisty kształt i osiąga średnicę 2–5 cm, ale sąsiednie owocniki często zlewają się z sobą. Płonne obrzeże początkowo puszyste, watowate, o szerokości do 1,5 cm. Podczas wysychania staje się skórzaste i odstające. Miąższ młodych owocników gąbczasty i elastyczny, starszych włóknisty i skórzasty. Ma grubość 1–2 mm, żółtordzawą barwę, po uszkodzeniu ciemnieje.
Hymenofor początkowo gładki, potem kolejno brodawkowany, promieniście pofałdowany, na koniec grubo labiryntowaty. Barwa początkowo kremowa, potem żółtordzawa, w końcu ciemnobrązowa. Pory bardzo drobne, u młodych owocników liliowe, po wyschnięciu żółtordzawe. W hymenium występują gładkościenne cystydy o wrzecionowatym kształcie i rozmiarach 50–80 × 5,5–8 μm.   
Młode owocniki mają przyjemny, grzybowy zapach, starsze nieprzyjemny. Brak wyraźnego smaku.
Cechy mikroskopowe
System strzępkowy dimityczny. Strzępki szkieletowe ze sprzążkami, w subhymenium cienkościenne, o szerokości 2–4 μm. Cystyd brak. Podstawki o kształcie od wrzecionowatego do cylindrycznego, z czterema sterygmami i sprzążką w nasadzie. Mają rozmiar 35–60 × 6–9 µm.  Wysyp zarodników ochrowy. Zarodniki żółtobrązowe, wąskoelipsoidalne z zaostrzoną podstawą, cienkościenne, gładkie, o rozmiarach 9–12 × 5–6 μm.

## Występowanie i siedlisko
W Europie i Ameryce Północnej jest szeroko rozprzestrzeniony. W Europie jego zasięg występowania ciągnie się od Portugalii po około 66 stopień szerokości geograficznej na Półwyspie Skandynawskim. Notowany także w Zimbabwe w Afryce, Japonii, Australii i Nowej Zelandii. W Polsce był jeszcze do niedawna uważany za gatunek wymarły, jednak występuje. Znajduje się na Czerwonej liście roślin i grzybów Polski. Ma status R – gatunek potencjalnie zagrożony z powodu ograniczonego zasięgu geograficznego i małych obszarów siedliskowych.
Występuje w lasach na martwym drewnie, zarówno drzew liściastych, jak i iglastych. W Polsce notowany był na drewnie olszy, leszczyny pospolitej, modrzewia europejskiego, świerka pospolitego, sosny pospolitej. Rozwija się na leżących na ziemi pniach i gałęziach, na pniakach, korzeniach wykrotów, rzadziej na drewnie konstrukcyjnym. Rozwija się przez cały rok.

## Znaczenie
Saprotrof wywołujący brunatną zgniliznę drewna. Rozkłada celulozę. Jednym z produktów jej rozkładu jest woda dostarczająca grzybowi niezbędnej wilgoci. Wytwarza sznury grzybniowe ułatwiające mu rozprzestrzenianie się. 

## Gatunki podobne
- stroczek domowy (Serpula lacrymans). Występuje na drewnie konstrukcyjnym znajdującym się w warunkach dużej wilgotności. Tworzy większe i grubsze owocniki[4].
- gnilica mózgowata (Coniophora cerebella)